# نصرالله (نام)
نصرالله نامی مردانه با ریشه عربی است که می‌تواند به افراد زیر اشاره داشته‌باشد:
نام
- سید نصرالله اخوی
- سید نصرالله بنی‌صدر
- میرزا نصرالله بهار شروانی
- میرزا نصرالله دبیرالملک
- نصرالله افجه‌ای
- نصرالله امامی
- نصرالله انتظام
- نصرالله بن اثیر
- نصرالله بن شقیر
- نصرالله بن عبدالله اسکندرانی
- نصرالله پژمان‌فر
- نصرالله پورجوادی
- نصرالله ترابی
- نصرالله توکلی نیشاوری
- نصرالله جهانگرد
- نصرالله حکمت
- نصرالله خادم
- نصرالله خان نصرالملک
- نصرالله درفشی
- نصرالله دهنوی
- نصرالله دیبا ناصرالسلطنه تبریزی
- نصرالله رادش
- نصرالله زرین‌پنجه
- نصرالله سبزواری
- نصرالله سجادی
- نصرالله شاه‌آبادی
- نصرالله صادقی‌زاده نیلی
- نصرالله صبا
- نصرالله طبیب
- نصرالله عبداللهی
- نصرالله فاطمی
- نصرالله فلسفی
- نصرالله کاکاوند
- نصرالله کسرائیان
- نصرالله کمالیان
- نصرالله کوهی باغ‌اناری
- نصرالله مدقالچی
- نصرالله مردانی
- نصرالله مشیرالدوله
- نصرالله معين
- نصرالله مقتدر مژدهی
- نصرالله ملک‌المتکلمین
- نصرالله منشی
- نصرالله میرزا افشار
- نصرالله ناصح‌پور
- نصرالله نوری